# Vähä Mustajärvi
Vähä Mustajärvi är en sjö i kommunen Ylöjärvi i landskapet Birkaland i Finland. Sjön ligger 159,8 meter över havet. Arean är 45 hektar och strandlinjen är 4,96 kilometer lång. Sjön  ingår i Kumo älvs huvudavrinningsområde.   Den ligger omkring 67 km norr om Tammerfors och omkring 230 km norr om Helsingfors. 